# Платон Димић
Платон Димић (Баваниште, 1907 — Београд, 1992) био је математичар и физичар, професор универзитета, аутор и уредник стручних публикација. Заслужан је за успостављање математике као академске дисциплине у Северној Македонији и за популаризацију математике међу младима.

## Биографија
Платон Димић је завршио гимназију у Панчеву и дипломирао 1929. године на математичкој групи Филозофског факултета у Београду. Наставничку каријеру је започео као суплент Панчевачке гимназије 1930. године. 1931-1933. и 1934-1936. године је предавао математику и филозофију на Ваљевској гимназији, а 1933-1934. је радио у Шабачкој гимназији.  1936. године је премештен у Мушку гимназију Краља Александра Првог („Краљев колеџ”) у Београду, која је распуштена после напада Немачке на Југославију 1941. године. Други светски рат је провео у немачком заробљеништву. Вратио се у Београд 1945. године и наставио рад на гимназији.
26. августа 1947. године Димић је званично изабран за доцента на новооснованом Институту за математику Филозофског факултета у Скопљу код проф. Драгослава Митриновића. 1952. године прешао је на Технички факултет, где је 1960. године постављен за ванредног професора, а од 1959. до 1963. године био продекан. После поделе Техничког факултета на неколико факултета 1965. године, Димић је до 1967. године водио Архитектонско-грађевински факултет као његов први декан. Предавао је углавном алгебру и методику наставе, увео течајеве за обдарене ученике. Био је заслужан, скупа са колегама, за набавку првог компјутера у Македонији 1964. године. По одласку у пензију 1969. године вратио се у Београд где је наставио са уредничким радом све до своје смрти 1992. године.
У центру његовог научног рада била је методика наставе математике. Истакао се од 1940-их година као оснивач и организатор математичких такмичења за средњошколце на републичком и југословенском нивоу. Објавио је мноштво књига и чланака, а пре свега учествовао у оснивању, издавању и уређивању редовних стручних публикација као што су „Математички лист за ученике основних школа” у издању Друштва математичара Србије чији је био главни и одговорни уредник 15 година, као и издања скопског универзитета „Математичка школа” и „Математички билтен”.

## Занимљивости
Димић је у фебруару 1925. године искључен из осмог разреда Панчевачке гимназије, због чега су ученици ступили у штрајк. Искључен је наводно јер је на часу надмудрио професора математике.
Поред математичке делатности, Димић се бавио и књижевношћу, објављујући кратке приповетке у предратној Политици. Свирао је виолу.
У немачком официрском заробљеничком логору у Оснабрику, 1941. – 1945., учествовао је у културном раду заједно са другим интелектуалцима и уметницима попут Станислава Винавера, Ота Бихаљи Мерина, Момчила Моме Стевановића, и др. Сликар Душан Влајић га је у том периоду у више наврата портретисао.
Одликован је 1968. године наградом „13. новембар” града Скопља за саслуге у области образовања.
Платонов отац се такође звао Платон а мати Анђелка рођ. Путник. Отац је био правник, катастарски писар и судија у Банату и по Угарској. Платонова сестра, Славка, је била преводилац руске књижевности и удата за инжењера руског порекла, Ивана Пишкина. Платон је био ожењен Наталијом, историчарком.
Разграната породица Димић, чија је крсна слава Ђурђевдан, води порекло од Диме Путника, Цинцарина пореклом из села Блаце у Егејској Македонији, који се доселио у Ковин у време сеоба у првој половини 18. века. Породица Димић је дала бројне научно-просветне раднике, укључујући Теофила, Аксентија, Петра, Платоновог деду Тодора, стричеве Ђуру Б., Душана и Вука Димића и тетку Емилију Димић, жену Богољуба Јовановића.